# Валґ'ярве
Валґ'ярве (ест. Valgjärve), також Валґ'ярве-Соона (ест. Valgjärve-Soona) — село в Естонії, входить до складу волості Валґ'ярве, повіту Пилвамаа.